# Добреску, Эмилиан
Эмилиан (Эмильян) Добреску (рум. Emilian Dobrescu; 22 мая 1933, Бухарест) — румынский экономист и шахматный композитор, действительный член Румынской академии, автор множества книг и статей по экономике.
Окончил экономический факультет МГУ (1951—1956). В период 1972—1982 годов Добреску работал на руководящих должностях в Госплане Румынии, с апреля 1981 по октябрь 1982 года был его президентом.
Шахматной композицией занимается с 1948 года, опубликовал более 240 композиций, в том числе 210 этюдов. На конкурсах завоевал 160 отличий, в том числе 50 первых призов. Международный гроссмейстер (1989) и судья международной категории (1958) по шахматной композиции. Предпочитаемые этюдные темы: динамическая позиционная ничья, систематическое движение фигур, взаимный цугцванг. 8-кратный чемпион Румынии по этюдам. Автор исследования о проблемах борьбы ферзя против ладьи и слона (или коня), ряд его этюдов посвящены данной теме.

## Избранные этюды
|   | a | b | c | d | e | f | g | h |   |
| - | --- | --- | --- | --- | --- | --- | --- | --- | - |
| 8 | c6 белая пешка · a5 чёрный король · b5 белая пешка · f5 белый король · h2 белый слон · d1 чёрный слон · h1 чёрная ладья | c6 белая пешка · a5 чёрный король · b5 белая пешка · f5 белый король · h2 белый слон · d1 чёрный слон · h1 чёрная ладья | c6 белая пешка · a5 чёрный король · b5 белая пешка · f5 белый король · h2 белый слон · d1 чёрный слон · h1 чёрная ладья | c6 белая пешка · a5 чёрный король · b5 белая пешка · f5 белый король · h2 белый слон · d1 чёрный слон · h1 чёрная ладья | c6 белая пешка · a5 чёрный король · b5 белая пешка · f5 белый король · h2 белый слон · d1 чёрный слон · h1 чёрная ладья | c6 белая пешка · a5 чёрный король · b5 белая пешка · f5 белый король · h2 белый слон · d1 чёрный слон · h1 чёрная ладья | c6 белая пешка · a5 чёрный король · b5 белая пешка · f5 белый король · h2 белый слон · d1 чёрный слон · h1 чёрная ладья | c6 белая пешка · a5 чёрный король · b5 белая пешка · f5 белый король · h2 белый слон · d1 чёрный слон · h1 чёрная ладья | 8 |
| 7 | c6 белая пешка · a5 чёрный король · b5 белая пешка · f5 белый король · h2 белый слон · d1 чёрный слон · h1 чёрная ладья | c6 белая пешка · a5 чёрный король · b5 белая пешка · f5 белый король · h2 белый слон · d1 чёрный слон · h1 чёрная ладья | c6 белая пешка · a5 чёрный король · b5 белая пешка · f5 белый король · h2 белый слон · d1 чёрный слон · h1 чёрная ладья | c6 белая пешка · a5 чёрный король · b5 белая пешка · f5 белый король · h2 белый слон · d1 чёрный слон · h1 чёрная ладья | c6 белая пешка · a5 чёрный король · b5 белая пешка · f5 белый король · h2 белый слон · d1 чёрный слон · h1 чёрная ладья | c6 белая пешка · a5 чёрный король · b5 белая пешка · f5 белый король · h2 белый слон · d1 чёрный слон · h1 чёрная ладья | c6 белая пешка · a5 чёрный король · b5 белая пешка · f5 белый король · h2 белый слон · d1 чёрный слон · h1 чёрная ладья | c6 белая пешка · a5 чёрный король · b5 белая пешка · f5 белый король · h2 белый слон · d1 чёрный слон · h1 чёрная ладья | 7 |
| 6 | c6 белая пешка · a5 чёрный король · b5 белая пешка · f5 белый король · h2 белый слон · d1 чёрный слон · h1 чёрная ладья | c6 белая пешка · a5 чёрный король · b5 белая пешка · f5 белый король · h2 белый слон · d1 чёрный слон · h1 чёрная ладья | c6 белая пешка · a5 чёрный король · b5 белая пешка · f5 белый король · h2 белый слон · d1 чёрный слон · h1 чёрная ладья | c6 белая пешка · a5 чёрный король · b5 белая пешка · f5 белый король · h2 белый слон · d1 чёрный слон · h1 чёрная ладья | c6 белая пешка · a5 чёрный король · b5 белая пешка · f5 белый король · h2 белый слон · d1 чёрный слон · h1 чёрная ладья | c6 белая пешка · a5 чёрный король · b5 белая пешка · f5 белый король · h2 белый слон · d1 чёрный слон · h1 чёрная ладья | c6 белая пешка · a5 чёрный король · b5 белая пешка · f5 белый король · h2 белый слон · d1 чёрный слон · h1 чёрная ладья | c6 белая пешка · a5 чёрный король · b5 белая пешка · f5 белый король · h2 белый слон · d1 чёрный слон · h1 чёрная ладья | 6 |
| 5 | c6 белая пешка · a5 чёрный король · b5 белая пешка · f5 белый король · h2 белый слон · d1 чёрный слон · h1 чёрная ладья | c6 белая пешка · a5 чёрный король · b5 белая пешка · f5 белый король · h2 белый слон · d1 чёрный слон · h1 чёрная ладья | c6 белая пешка · a5 чёрный король · b5 белая пешка · f5 белый король · h2 белый слон · d1 чёрный слон · h1 чёрная ладья | c6 белая пешка · a5 чёрный король · b5 белая пешка · f5 белый король · h2 белый слон · d1 чёрный слон · h1 чёрная ладья | c6 белая пешка · a5 чёрный король · b5 белая пешка · f5 белый король · h2 белый слон · d1 чёрный слон · h1 чёрная ладья | c6 белая пешка · a5 чёрный король · b5 белая пешка · f5 белый король · h2 белый слон · d1 чёрный слон · h1 чёрная ладья | c6 белая пешка · a5 чёрный король · b5 белая пешка · f5 белый король · h2 белый слон · d1 чёрный слон · h1 чёрная ладья | c6 белая пешка · a5 чёрный король · b5 белая пешка · f5 белый король · h2 белый слон · d1 чёрный слон · h1 чёрная ладья | 5 |
| 4 | c6 белая пешка · a5 чёрный король · b5 белая пешка · f5 белый король · h2 белый слон · d1 чёрный слон · h1 чёрная ладья | c6 белая пешка · a5 чёрный король · b5 белая пешка · f5 белый король · h2 белый слон · d1 чёрный слон · h1 чёрная ладья | c6 белая пешка · a5 чёрный король · b5 белая пешка · f5 белый король · h2 белый слон · d1 чёрный слон · h1 чёрная ладья | c6 белая пешка · a5 чёрный король · b5 белая пешка · f5 белый король · h2 белый слон · d1 чёрный слон · h1 чёрная ладья | c6 белая пешка · a5 чёрный король · b5 белая пешка · f5 белый король · h2 белый слон · d1 чёрный слон · h1 чёрная ладья | c6 белая пешка · a5 чёрный король · b5 белая пешка · f5 белый король · h2 белый слон · d1 чёрный слон · h1 чёрная ладья | c6 белая пешка · a5 чёрный король · b5 белая пешка · f5 белый король · h2 белый слон · d1 чёрный слон · h1 чёрная ладья | c6 белая пешка · a5 чёрный король · b5 белая пешка · f5 белый король · h2 белый слон · d1 чёрный слон · h1 чёрная ладья | 4 |
| 3 | c6 белая пешка · a5 чёрный король · b5 белая пешка · f5 белый король · h2 белый слон · d1 чёрный слон · h1 чёрная ладья | c6 белая пешка · a5 чёрный король · b5 белая пешка · f5 белый король · h2 белый слон · d1 чёрный слон · h1 чёрная ладья | c6 белая пешка · a5 чёрный король · b5 белая пешка · f5 белый король · h2 белый слон · d1 чёрный слон · h1 чёрная ладья | c6 белая пешка · a5 чёрный король · b5 белая пешка · f5 белый король · h2 белый слон · d1 чёрный слон · h1 чёрная ладья | c6 белая пешка · a5 чёрный король · b5 белая пешка · f5 белый король · h2 белый слон · d1 чёрный слон · h1 чёрная ладья | c6 белая пешка · a5 чёрный король · b5 белая пешка · f5 белый король · h2 белый слон · d1 чёрный слон · h1 чёрная ладья | c6 белая пешка · a5 чёрный король · b5 белая пешка · f5 белый король · h2 белый слон · d1 чёрный слон · h1 чёрная ладья | c6 белая пешка · a5 чёрный король · b5 белая пешка · f5 белый король · h2 белый слон · d1 чёрный слон · h1 чёрная ладья | 3 |
| 2 | c6 белая пешка · a5 чёрный король · b5 белая пешка · f5 белый король · h2 белый слон · d1 чёрный слон · h1 чёрная ладья | c6 белая пешка · a5 чёрный король · b5 белая пешка · f5 белый король · h2 белый слон · d1 чёрный слон · h1 чёрная ладья | c6 белая пешка · a5 чёрный король · b5 белая пешка · f5 белый король · h2 белый слон · d1 чёрный слон · h1 чёрная ладья | c6 белая пешка · a5 чёрный король · b5 белая пешка · f5 белый король · h2 белый слон · d1 чёрный слон · h1 чёрная ладья | c6 белая пешка · a5 чёрный король · b5 белая пешка · f5 белый король · h2 белый слон · d1 чёрный слон · h1 чёрная ладья | c6 белая пешка · a5 чёрный король · b5 белая пешка · f5 белый король · h2 белый слон · d1 чёрный слон · h1 чёрная ладья | c6 белая пешка · a5 чёрный король · b5 белая пешка · f5 белый король · h2 белый слон · d1 чёрный слон · h1 чёрная ладья | c6 белая пешка · a5 чёрный король · b5 белая пешка · f5 белый король · h2 белый слон · d1 чёрный слон · h1 чёрная ладья | 2 |
| 1 | c6 белая пешка · a5 чёрный король · b5 белая пешка · f5 белый король · h2 белый слон · d1 чёрный слон · h1 чёрная ладья | c6 белая пешка · a5 чёрный король · b5 белая пешка · f5 белый король · h2 белый слон · d1 чёрный слон · h1 чёрная ладья | c6 белая пешка · a5 чёрный король · b5 белая пешка · f5 белый король · h2 белый слон · d1 чёрный слон · h1 чёрная ладья | c6 белая пешка · a5 чёрный король · b5 белая пешка · f5 белый король · h2 белый слон · d1 чёрный слон · h1 чёрная ладья | c6 белая пешка · a5 чёрный король · b5 белая пешка · f5 белый король · h2 белый слон · d1 чёрный слон · h1 чёрная ладья | c6 белая пешка · a5 чёрный король · b5 белая пешка · f5 белый король · h2 белый слон · d1 чёрный слон · h1 чёрная ладья | c6 белая пешка · a5 чёрный король · b5 белая пешка · f5 белый король · h2 белый слон · d1 чёрный слон · h1 чёрная ладья | c6 белая пешка · a5 чёрный король · b5 белая пешка · f5 белый король · h2 белый слон · d1 чёрный слон · h1 чёрная ладья | 1 |
|   | a | b | c | d | e | f | g | h |   |

1. c7 Лf1+!

2. Сf4 Сc2+

3. Крe6! Лe1+

4. Сe5! (нельзя 4. Крf7? Сb3+ 5. Крf8 Лg1!) Сb3+

5. Крd7! Лd1+! (5…Сd1 6. Сc3+)

6. Сd6 Сc2!

7. Крe6 Лf1

8. Сf4! Лe1+

9. Сe5 Сd1

10. Крf5 Лg1

11. Сg3! Лf1+

12. Сf4 — динамическая позиционная ничья.

## Труды
- Emilian Dobrescu, Virgil Nestorescu. Compoziţia şahistă în România. Editura Stadion, 1973. (рум.)
- Emilian Dobrescu. Studii de şah. Editura Sport-Turism, 1984. (рум.)
- Emilian Dobrescu. Chess Study Composition, ARVES, Amsterdam, 1999. (англ.)
- Эмилиан Добреску, Ион Блага Структура Румынской экономики. / Пер. с рум. Маргарита Зиновьева. — Бухарест : Меридиане, 1973. — 218 с., 8 л. ил., карт.